# Santuario di Santa Cristina
Il santuario di Santa Cristina è un santuario cattolico, dedicato a santa Cristina, situato a quasi 1340 m sul livello del mare nelle valli di Lanzo, nella città metropolitana di Torino.

## Collocazione
Il santuario è costruito sulla sommità dell'omonimo monte, al confine tra i comuni di Ceres e di Cantoira. Sulla cima della montagna è anche collocato il punto geodetico trigonometrico dell'IGM denominato Santa Cristina (055118).

## Accesso
Santa Cristina è accessibile tramite due sentieri, uno con partenza da Ceres e l'altro con partenza da Cantoira, entrambi caratterizzati dalla presenza di numerosi gradini in pietra.

## Eventi
Il 24 luglio si celebra una festa in onore di santa Cristina di Tiro.

## Cartografia
- Cartografia ufficiale italiana dell'Istituto Geografico Militare (IGM) in scala 1:25.000 e 1:100.000[4]
- Istituto Geografico Centrale - Carta dei sentieri e dei rifugi scala 1:50.000 n. 2 Valli di Lanzo e Moncenisio
- Istituto Geografico Centrale - Carta dei sentieri e dei rifugi scala 1:25.000 n.110 Basse Valli di Lanzo (Lanzo - Viù - Chialamberto - Locana - Ciriè)